# 北奧卡拿根地區
北奧卡拿根地區（英語：Regional District of North Okanagan）是加拿大卑詩省南部内陸地區的一個行政區，於1965年11月9日成立，行政中心設於科德斯特里姆（Coldstream），最大城鎮則為弗農。據2011年人口普查，區内共有81,237名居民，總面積7,502.60平方公里。

## 轄區
北奧卡拿根地區下設六個地區自治體，如下：
- 阿姆斯特朗市（City of Armstrong）
- 恩德比市（City of Enderby）
- 弗農市（City of Vernon）
- 科德斯特里姆地區自治體（District Municipality of Coldstream）
- 斯帕勒姆奇恩地區自治體（District Municipality of Spallumcheen）
- 勒姆比村（Village of Lumby）

區内的非建制地區則分為五個選區（electoral areas），如下：
- 北奧卡拿根乙選區（Electoral Area B）
- 北奧卡拿根丙選區（Electoral Area C）
- 北奧卡拿根丁選區（Electoral Area D）
- 北奧卡拿根戊選區（Electoral Area E）
- 北奧卡拿根己選區（Electoral Area F）

甲選區大部分範圍於1993年12月6日併入弗農市，餘下部分則併入乙選區。
此區的行政機關為北奧卡拿根地區委員會，由14名委員組成。委員由兩種方法產生：代表建制城鎮的委員由該城鎮的議會委任而成，而代表非建制地區的委員則由上述五個選區内的選民直接選出。委員會内有四名委員代表弗農市，其餘五個地區自治體和五個選區則各有一名委員。

## 外部連結

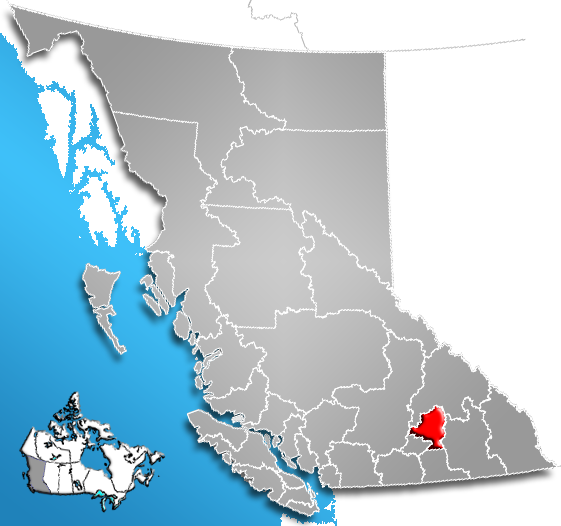
北奧卡拿根地區在卑詩省的位置

- （英文）Regional District of North Okanagan （页面存档备份，存于）－北奧卡拿根地區官方網站